# Estádio Olímpico de Berlim

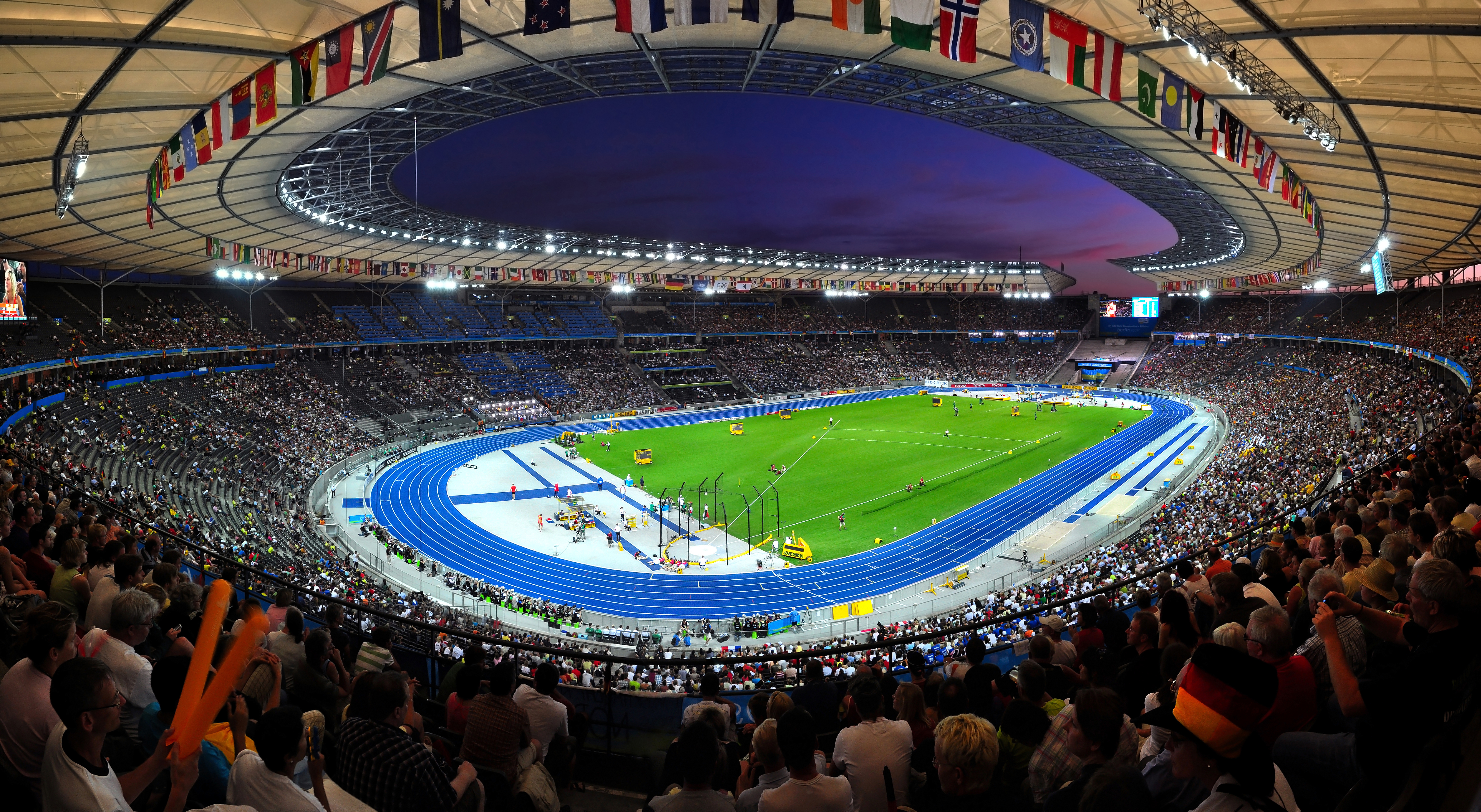
Estádio durante o Campeonato Mundial de Atletismo de 2009.

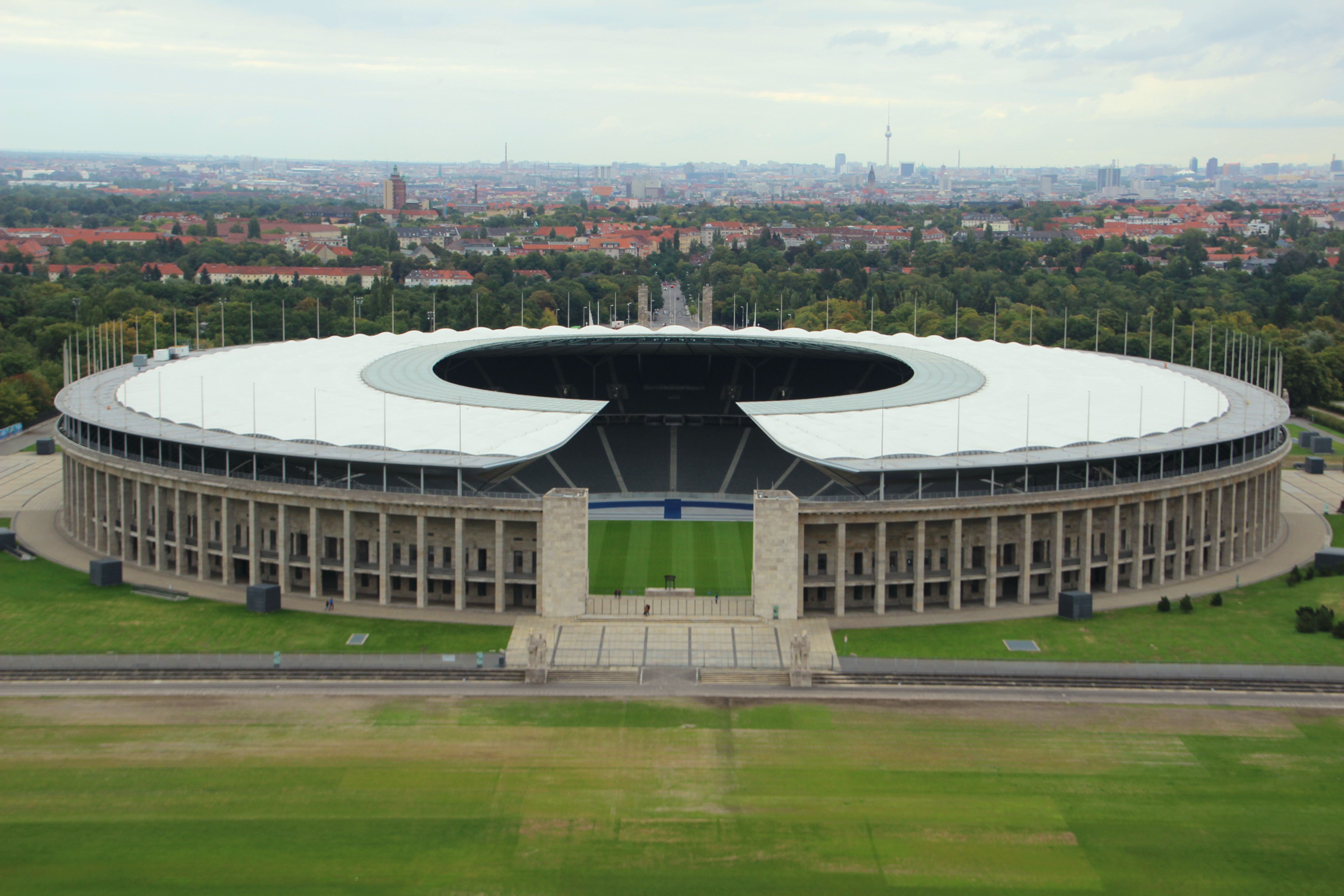
Exterior do Olympiastadion

O Estádio Olímpico (Alemão: Olympiastadion) em Charlottenburg, distrito de Berlim, desenhado pelo arquiteto alemão Werner March, foi construído entre 1934 e 1936 para os Jogos Olímpicos de Verão de 1936.
Substituiu o Estádio Alemão (Deutsche Stadion) desenhado pelo pai de Werner, Otto March, construído entre 1912 e 1913 para ser sede dos Jogos Olímpicos de Verão de 1916 que acabariam por ser cancelados devido à Primeira Guerra Mundial. Foi restaurado para a Copa do Mundo de 2006 até meados de 2004.
Foi palco de 6 Jogos, incluindo a estreia do Brasil contra a Croácia, vencida pelos brasileiros por 1 a 0 e a grande final entre Itália e a França, com a vitória italiana nos pênaltis por 5 a 3. Em 2009 sediou o Campeonato do Mundo de Atletismo. Em 6 de Junho de 2015 recebeu a Final da Liga dos Campeões da UEFA de 2014–15. Desde a temporada 1984-85, é a sede da final da Copa da Alemanha. 
A capacidade atual é de 74.245 pessoas.

## Fatos históricos
- Em 9 de Janeiro de 2002, trabalhadores encontraram durante a reforma do estádio uma bomba da Segunda Guerra Mundial não detonada enterrada abaixo do setor da arquibancada. A bomba foi detonada no exterior pela polícia.
- Entre 1951 e 2005, havia na Olympischer Platz (A Praça Olímpica localizada em frente ao estádio) uma grande antena que transmitia para todos os rádios portáteis de Berlim.

## Principais partidas

### Copa do Mundo de 1974
| Data        | Equipe #1          | Placar | Equipe #2         | Grupo   |
| ----------- | ------------------ | ------ | ----------------- | ------- |
| 14 de junho | Alemanha Ocidental | 1 – 0  | Chile             | Grupo A |
| 18 de junho | Chile              | 1 – 1  | Alemanha Oriental | Grupo A |
| 22 de junho | Austrália          | 0 – 0  | Chile             | Grupo A |

### Copa do Mundo de 2006
| Data        | Equipe #1 | Placar                     | Equipe #2 | Grupo            |
| ----------- | --------- | -------------------------- | --------- | ---------------- |
| 13 de junho | Brasil    | 1 – 0                      | Croácia   | Grupo F          |
| 15 de junho | Suécia    | 1 – 0                      | Paraguai  | Grupo B          |
| 20 de junho | Equador   | 0 – 3                      | Alemanha  | Grupo A          |
| 23 de junho | Ucrânia   | 1 – 0                      | Tunísia   | Grupo H          |
| 30 de junho | Alemanha  | 1 – 1 (4 - 2 nos Penâltis) | Argentina | Quartas-de-final |
| 9 de julho  | Itália    | 1 – 1 (5 - 3 nos Penâltis) | França    | Final            |

### Eurocopa de 2024
O estádio sediou os seguintes jogos da Campeonato Europeu de Futebol de 2024.
| Data        | Hora  | 1ª equipe     | Placar | 2ª equipe  | Fase             | Público |
| ----------- | ----- | ------------- | ------ | ---------- | ---------------- | ------- |
| 15 de junho | 18:00 | Espanha       | 3 – 0  | Croácia    | Grupo B          | 68.844  |
| 21 de junho | 18:00 | Polónia       | 1 – 3  | Áustria    | Grupo D          | 69.455  |
| 25 de junho | 18:00 | Países Baixos | 2 – 3  | Áustria    | Grupo D          | 68.363  |
| 29 de junho | 18:00 | Suíça         | 2 – 0  | Itália     | Oitavas de final | 68.172  |
| 6 de julho  | 21:00 | Países Baixos | 2 – 1  | Turquia    | Quartas de final | 70.091  |
| 14 de julho | 21:00 | Espanha       | 2 – 1  | Inglaterra | Final            | 65.600  |

### UEFA Champions League
Futbol Club Barcelona 3 - 1 Juventus  (2014-2015)